# Elektrosila (stanice metra v Petrohradu)
Elektrosila (rusky Электросила) je stanice petrohradského metra.

## Charakter stanice
Stanice se nachází na Moskevsko-Petrohradské lince v její jižní části. Svůj název má podle blízké elektrárny, energetika byla také jako téma vybrána pro ztvárnění výzdoby stanice. Konstruována je jako hluboko založená (35 m pod povrchem) trojlodní ražená stanice se zkrácenou střední lodí a jedním výstupem, vedeným eskalátorovým tunelem do povrchového vestibulu, nacházejícím se na Moskevském prospektu. V místě, kde je střední loď ukončena, se nachází mozaika, kde je vyobrazen SSSR a člověk, který má vládnout energii. Vše doplňuje Leninův citát o elektrifikaci země. Elektrosilu otevřel petrohradský dopravní podnik 29. dubna 1961 jako součást úseku Moskovsko-Petrohradské linky mezi stanicemi Moskovskie vorota a Park Pobědy.